# Albanië op het Eurovisiesongfestival 2025
Albanië zal deelnemen aan het Eurovisiesongfestival 2025 in Bazel, Zwitserland. Het zal de 21ste deelname van het land aan het Eurovisiesongfestival zijn. RTSH is verantwoordelijk voor de Albanese bijdrage voor de editie van 2025.

## Selectieprocedure
Een 63ste editie van Festivali i Këngës zorgde voor een kandidaat voor Bazel. Er waren 85 inzendingen, waaruit er 30 werden geselecteerd voor de halve finales. In de eerste en tweede halve finale traden elk 15 nummers op, waarvan de beste 15 zich kwalificeerden voor de grote finale. 
De grote finale vond plaats op 22 december 2024. Elhaida Dani, die Albanië vertegenwoordigde op het Eurovisiesongfestival 2015 en artistiek directeur was van het festival, zong een intermezzo tijdens de show. Elvana Gjata was op voorhand de topfavoriete, maar eindigde tweede. Shkodra Elektronike werd uitgeroepen tot winnaar met het lied Zjerm, waarmee het zowel de jury als de televoters overtuigde. 

## Festivali i Këngës 2024
| Draw | Artiest             | Lied               | Jury | Televoting | Televoting | Totaal | Plaats |
| Draw | Artiest             | Lied               | Jury | Online     | SMS        | Totaal | Plaats |
| ---- | ------------------- | ------------------ | ---- | ---------- | ---------- | ------ | ------ |
| 1    | Jet                 | "Gjallë"           | 10   | 0          | 1          | 11     | 9      |
| 2    | Kejsi Jazxhi        | "Kur bota hesht"   | 5    | 0          | 0          | 5      | 12     |
| 3    | Vesa Smolica        | "Lutem"            | 51   | 0          | 3          | 54     | 4      |
| 4    | Stine               | "E kishim nis"     | 0    | 0          | 0          | 0      | 15     |
| 5    | Djemtë e Detit      | "Larg"             | 35   | 0          | 2          | 37     | 6      |
| 6    | Nita Latifi         | "Zemrës"           | 1    | 0          | 0          | 1      | 14     |
| 7    | Gjergj Kaçinari     | "Larg jetës pa ty" | 11   | 0          | 0          | 11     | 9      |
| 8    | Orgesa Zaimi        | "I parë"           | 20   | 0          | 1          | 21     | 8      |
| 9    | Ardit Çuni          | "Amane"            | 22   | 2          | 2          | 26     | 7      |
| 10   | Algert Sala         | "Bosh"             | 7    | 0          | 0          | 7      | 11     |
| 11   | Shkodra Elektronike | "Zjerm"            | 78   | 23         | 42         | 143    | 1      |
| 12   | Lorenc Hasrama      | "Frymë"            | 36   | 1          | 4          | 41     | 5      |
| 13   | Elvana Gjata        | "Karnaval"         | 74   | 42         | 19         | 135    | 2      |
| 14   | Mal Retkoceri       | "Antihero"         | 4    | 1          | 0          | 5      | 12     |
| 15   | Alis Kallaçi        | "Mjegull"          | 52   | 1          | 6          | 59     | 3      |

## In Bazel
Albanië was als twaalfde van de vijftien aantredende acts aan de beurt. In de halve finale van 13 mei 2025 eindigden ze 2e en zo wist Shkodra Elektronike zich te plaatsen voor de finale. In de finale kregen ze 45 punten van de vakjury's en 173 van de televoting. Dit bracht hen met 218 punten op de 8e plaats.

#### Punten gegeven door Albanië
| Score     | 1e halve finale |             | Finale      | Finale |
| Score     | Televoting      | Vakjury     | Televoting  |        |
| 12 punten | Cyprus          | Frankrijk   | Griekenland |        |
| 10 punten | Oekraïne        | Spanje      | Italië      |        |
| 8 punten  | Estland         | Zwitserland | Luxemburg   |        |
| 7 punten  | Nederland       | Oostenrijk  | Israël      |        |
| 6 punten  | Zweden          | Griekenland | Oostenrijk  |        |
| 5 punten  | IJsland         | Israël      | Estland     |        |
| 4 punten  | San Marino      | Zweden      | Duitsland   |        |
| 3 punten  | Noorwegen       | Nederland   | San Marino  |        |
| 2 punten  | Polen           | San Marino  | Zweden      |        |
| 1 punt    | Slovenië        | Portugal    | Nederland   |        |

2004 · 2005 · 2006 · 2007 · 2008 · 2009 · 2010 · 2011 · 2012 · 2013 · 2014 · 2015 · 2016 · 2017 · 2018 · 2019 · 2020 · 2021 · 2022 · 2023 · 2024 · 2025
Albanië · Armenië · Australië · Azerbeidzjan · België · Cyprus · Denemarken · Duitsland · Estland · Finland · Frankrijk · Georgië · Griekenland · Ierland · IJsland · Israël · Italië · Kroatië · Letland · Litouwen · Luxemburg · Malta · Montenegro · Nederland · Noorwegen · Oekraïne · Oostenrijk · Polen · Portugal · San Marino · Servië · Slovenië · Spanje · Tsjechië · Verenigd Koninkrijk · Zweden · Zwitserland